# Saint-Gaudens
Saint-Gaudens ([sɛ̃godɛ̃s], okzitanisch Sent Gaudenç) ist eine südfranzösische Kleinstadt und eine Gemeinde (commune) mit 11.869 Einwohnern (Stand 1. Januar 2022) im Département Haute-Garonne in der Region Okzitanien (zuvor Midi-Pyrénées); sie ist Verwaltungssitz des Arrondissements Saint-Gaudens und des Kantons Saint-Gaudens.

## Lage und Klima
Saint-Gaudens liegt auf dem linken Ufer der Garonne an einer Nebenstrecke des Jakobsweges in der historischen Provinz Comminges am Fuß der Pyrenäen in einer Höhe von ca. 380 bis 400 m. Die Großstadt Toulouse ist knapp 95 km (Fahrtstrecke) in nordöstlicher Richtung entfernt. Der Pico Aneto (3404 m), der höchste Berg der Pyrenäen, befindet sich ca. 40 km (Luftlinie) südlich. Das Klima ist gemäßigt; Niederschläge (ca. 800 mm/Jahr) fallen übers Jahr verteilt. Im nordwestlichen Gemeindegebiet entspringt das Flüsschen Soumès, das später in die Garonne einmündet.

## Bevölkerungsentwicklung
| Jahr      | 1800  | 1851  | 1901  | 1954  | 1999   | 2020   |
| Einwohner | 4.155 | 4.692 | 7.277 | 8.023 | 10.845 | 11.664 |

Der kontinuierliche Bevölkerungsanstieg seit der zweiten Hälfte des 19. Jahrhunderts ist im Wesentlichen auf die Landflucht infolge der Reblauskrise im Weinbau und der Mechanisierung der Landwirtschaft zurückzuführen; hinzu kommt die immer noch anhaltende Schließung von bäuerlichen Kleinbetrieben („Höfesterben“).

## Wirtschaft und Infrastruktur
Die Gemeinde ist in hohem Maße land- und forstwirtschaftlich geprägt; der in früheren Zeiten durchaus bedeutsame Weinbau spielt kaum noch eine Rolle. Im Ort selber haben sich Kleinhändler, Handwerker, Dienstleister und mittelständische Industriebetriebe niedergelassen.
Saint-Gaudens hat einen Bahnhof an der Bahnstrecke Toulouse–Bayonne, der von Intercité- und TER-Zügen bedient wird.

## Geschichte
In der Antike führte eine Römerstraße von Toulouse nach Dax in der Nähe vorbei; hier befand sich die Domäne (mansus), die nach der Christianisierung Mas Saint Pierre hieß. Einer Legende zufolge wurde hier im Jahr 475 der von den Westgoten getötete Hirtenjunge Gaudentius begraben. Im 8. Jahrhundert wurde ein ihm geweihtes Kloster gegründet; rundherum entstand ein Dorf, aus dem sich die Stadt entwickelte. Im Jahr 1160 entstand ein Hospital des Johanniterordens. Zu Beginn des 13. Jahrhunderts war der Ort vorübergehend in die Albigenserproblematik involviert. Unter Heinrich IV. (reg. 1589–1610) kamen die Stadt und ihr Umland in den Besitz der französischen Krondomäne.

## Sehenswürdigkeiten
Siehe auch: Liste der Monuments historiques in Saint-Gaudens
- Die Kollegiatkirche St-Pierre-et-St-Gaudens mit angeschlossenem Kreuzgang (cloître) ist eine der bedeutendsten Kirchen im französischen Pyrenäenraum; sie ist bereits seit dem Jahr 1840 als Monument historique eingestuft.[2]
- Das sogenannte Oratorium Notre-Dame-de-la-Caoue besteht aus einem aufrecht gestellten römischen Sarkophag; es steht angeblich an der Stelle, an welcher der hl. Gaudens das Martyrium erlitten hat. Es ist seit 1929 als Monument historique anerkannt.[3]
- Chapelle Saint-Jacques
- rekonstruierter Kreuzgang von Bonnefont aus dem 13. Jahrhundert
- steinerne Markthalle aus dem Jahr 1830, Monument historique seit 1929.[4]
- Eine alte Zuschauertribüne des Circuit du Comminges, auf dem bis 1952 Autorennen ausgetragen wurden, ist noch vorhanden.

## Persönlichkeiten
- Armand Marrast (1801–1852), Journalist
- Jean Marie Charles Abadie (1842–1932), Ophthalmologe
- Yves Giraud-Cabantous (1904–1973), Automobilrennfahrer
- Robert Davezies (1923–2007), römisch-katholischer Theologe, Arbeiterpriester und Unterstützer der algerischen Befreiungskämpfer der Front de Libération Nationale (FLN)
- Guy Lafitte (1927–1998), Jazzsaxophonist
- Marcel Tarrès (* 1981), Autorennfahrer
- Pierre Berbizier (* 1958), Rugbyspieler

## Städtepartnerschaften
- Avranches, Frankreich
- Barbastro, Spanien
- Vielha e Mijaran, Spanien